# Vladimir Morozov (kunstschaatser)
Vladimir Jevgenjevitsj Morozov (Russisch: Владимир Евгеньевич Морозов; Potsdam, 1 november 1992) is een Russisch kunstschaatser die uitkomt als paarrijder. Hij schaatst sinds 2012 met Jevgenia Tarasova. Tarasova en Morozov gaven in 2014 toe ook buiten het ijs een relatie te hebben. In 2017 en 2018 werden ze Europees kampioen. Eerder had Morozov twee andere schaatspartners.

## Biografie
Morozov begon in 1998 met kunstschaatsen. Zijn ouders wilden dat hij aan ijshockey ging doen. Hiervoor moest hij eerst leren schaatsen en Morozov besloot om te gaan kunstschaatsen. Dit beviel hem zo goed, dat hij nooit verder is gegaan met ijshockey. Op zijn veertiende maakte hij, op aanraden van zijn coach, de overstap naar het paarrijden. Vanwege zijn lengte was hij hier geschikter voor. Hij nam met Irina Moisejeva (2007-2010) en Jekaterina Kroetskich (2010-2012) deel aan enkele juniorenwedstrijden.
Op advies van zijn coach Nina Mozer ging Morozov in het voorjaar van 2012 een samenwerking aan met Jevgenia Tarasova. Ze hadden een onzekere start. Toen ze namelijk nog maar een week samen trainden, brak Morozov zijn voet en kon hij daarom drie maanden niet schaatsen. Maar na in het seizoen 2012/13 zilver te hebben gewonnen bij het NK junioren, veroverden ze een jaar later de nationale juniorentitel. Ze wonnen de zilveren medaille bij zowel de Winteruniversiade 2013 als de WK junioren 2014 en maakten het seizoen daarna de overstap naar de senioren. Tarasova en Morozov veranderden vlak ervoor wel eerst van coach: ze stopten met Stanislav Morozov (geen familie van Vladimir) en gingen verder met Andrej Chekalo en Robin Szolkowy. Het duo bemachtigde in 2015 en 2016 brons op de Europese kampioenschappen, gevolgd door goud in 2017 en in 2018. Op de EK's van 2019 en 2020 voegden ze hier een twee zilveren medailles aan toe. Bij de Wereldkampioenschappen stonden ze driemaal op het erepodium, in 2017 werden ze derde, in 2018 en 2019 tweede. Als lid van het team van Russische atleten namen ze in 2018 deel aan de Oympische Spelen waar ze als vierde bij de paren eindigden en met het team de zilveren medaille behaalden.

## Persoonlijke records
Tarasova/Morozov
| records             | punten | datum      | toernooi |
| ------------------- | ------ | ---------- | -------- |
| Hoogste totaalscore | 228.47 | 21-03-2019 | WK       |
| Hoogste korte kür   | 081.68 | 15-02-2018 | OS       |
| Hoogste vrije kür   | 151.23 | 18-01-2018 | EK       |

## Belangrijke resultaten
2007-2010 met Irina Moisejeva, 2010-2012 met Jekaterina Kroetskich, 2012-2023 met Jevgenia Tarasova
| Kampioenschap                                                                   | 09/10 |        | 11/12  |        | 12/13         | 13/14         | 14/15         | 15/16         | 16/17         | 17/18         | 18/19         | 19/20         | 20/21         | 21/22 | 22/23 |
| ------------------------------------------------------------------------------- | ----- | ------ | ------ | ------ | ------------- | ------------- | ------------- | ------------- | ------------- | ------------- | ------------- | ------------- | ------------- | ----- | ----- |
| Olympische Spelen                                                               |       |        |        |        |               |               |               | 4e · (team)   |               |               |               | Zilver        |               |       |       |
| Wereldkampioenschap                                                             |       |        |        |        | 6e            | 5e            | Brons         | Zilver        | Zilver        | *             | 4e            | diskw. (*)    |               |       |       |
| Europees kampioenschap                                                          |       |        |        |        | Brons         | Brons         | Goud          | Goud          | Zilver        | Zilver        | *             | Zilver        |               |       |       |
| Grand Prix-finale                                                               |       |        |        |        |               |               | Goud          | 5e            | Brons         |               |               | *             |               |       |       |
| Nationaal kampioenschap                                                         |       |        | 5e     | 8e     | Zilver        | Brons         | Zilver        | Goud          | Goud          | Zilver        | Goud          | Brons         | Brons         |       |       |
| WK junioren                                                                     |       |        | 5e     | Zilver | geen deelname | geen deelname | geen deelname | geen deelname | geen deelname | geen deelname | geen deelname | geen deelname | geen deelname |       |       |
| Junior Grand Prix-finale                                                        |       |        |        | 4e     | geen deelname | geen deelname | geen deelname | geen deelname | geen deelname | geen deelname | geen deelname | geen deelname | geen deelname |       |       |
| NK junioren                                                                     | 10e   | t.z.t. | Zilver | Goud   | geen deelname | geen deelname | geen deelname | geen deelname | geen deelname | geen deelname | geen deelname | geen deelname | geen deelname |       |       |
| t.z.t. = trokken zich terug / * Afgelast naar aanleiding van de coronapandemie. |       |        |        |        |               |               |               |               |               |               |               |               |               |       |       |

(*) Alle Russische en Wit-Russische kunstschaatsers mochten niet deelnemen vanwege de inval in Oekraïne.